# I miracoli di san Francesco Saverio
I miracoli di san Francesco Saverio è una monumentale pala d'altare realizzata da Peter Paul Rubens tra il 1617 e il 1618. Fu originariamente commissionata dall'Ordine dei gesuiti di Anversa per la chiesa di sant'Ignazio di Loyola - poi riconsacrata a san Carlo Borromeo. Attualmente è esposta al Kunsthistorisches Museum di Vienna.
Il dipinto ha come soggetto san Francesco Saverio, gesuita e missionario, raffigurato mentre compie miracoli durante una delle sue missioni in Asia: a riprova di ciò, sono visibili numerose figure con fattezze che ne lasciano presupporre la loro provenienza da contesti asiatici o africani. Sullo sfondo, inoltre, alcuni uomini sono intenti a distruggere un idolo hindu. 
La tela aveva come pendant quella dei Miracoli di sant'Ignazio di Loyola, esposta in maniera complementare ad essa.

## Storia
La progettazione e la costruzione della chiesa di sant'Ignazio di Loyola ebbero luogo tra il 1615 e il 1621, e già dal 1617 Rubens e la sua bottega - peraltro vicina alla casa professa dei gesuiti - furono attivi. 

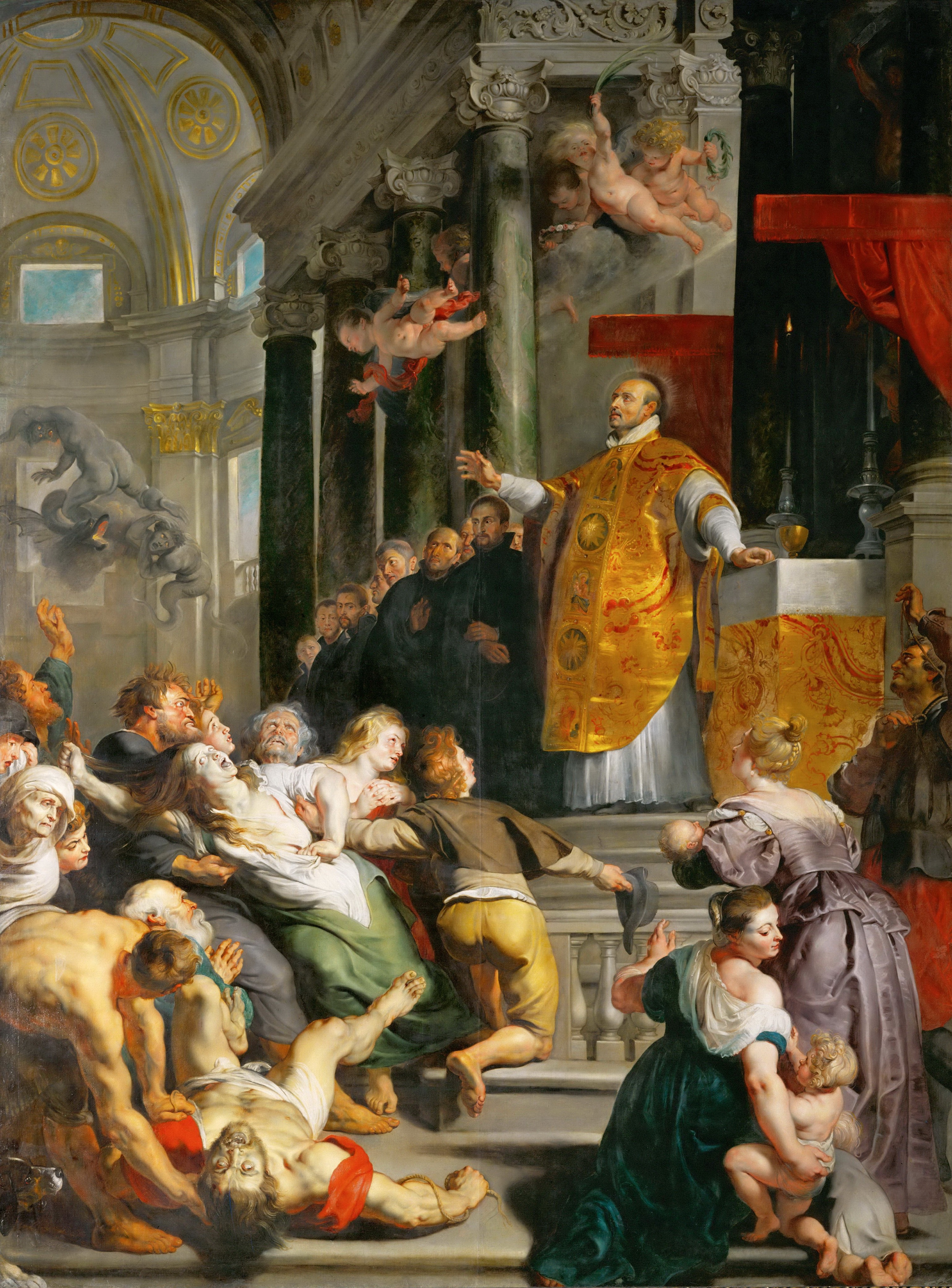
I miracoli di sant'Ignazio di Loyola, il pendant della tela dedicata a san Francesco Saverio.

Nel 1620 fu stipulato un contratto tra Rubens e il gesuita padre Jacobus Tirinus, teologo posto al capo del suo ordine nella città di Anversa, nonché prevosto del noviziato. L'accordo prevedeva la creazione di trentanove affreschi sul soffitto e due larghe tele, tutti destinati alla decorazione della chiesa e per i quali l'artista avrebbe ricevuto una ricompensa di 10 000 fiorini. Era altresì affermato che le due pale d'altare sarebbero state esposte a rotazione, grazie a un ingegnoso meccanismo di carrucole (già diffuso in numerose chiese gesuite), che avrebbe permesso di mostrarle alternativamente in virtù delle circostanze e delle celebrazioni liturgiche. Rubens aveva completato i due dipinti in tempi brevi: difatti, essi erano già eseguiti da tempo quando fu finalmente siglato il contratto, e quello dei Miracoli di san Francesco Saverio fu ultimato ancor prima che il missionario fosse proclamato santo nel 1622.
Nel 1773 l'Ordine di Gesù fu soppresso e la chiesa, già gravemente danneggiata da un incendio nel 1718 (in cui andò perduto l'intero ciclo di affreschi rubensiano), fu riconsacrata a san Carlo Borromeo e nel tempo spogliata di molti dei capolavori e degli oggetti di valore che vi si trovavano. Nel 1776 le due pale d'altare dei Miracoli furono acquistate dall'imperatrice Maria Teresa d'Austria, sovrana dei Paesi Bassi austriaci, e da allora esposte nelle collezioni del Kunsthistorisches Museum di Vienna.

## Descrizione
La figura principale che domina la spettacolare composizione, san Francesco Saverio, si trova sul lato destro, in piedi in posizione rialzata su un piedistallo. Nella scena sono combinati svariati episodi al fine di mostrare la prodigiosità del santo e la sua capacità di compiere numerosi miracoli. Il missionario è rappresentato in posa teatrale, con indosso l'abito talare e affiancato da un novizio; la mano sinistra indica il cielo, mentre la destra è rivolta verso i vari gruppi presenti ai suoi piedi. Tra essi, si intravedono alcune persone che lo ascoltano, i cui abiti sono riconducibili al gusto orientale.  

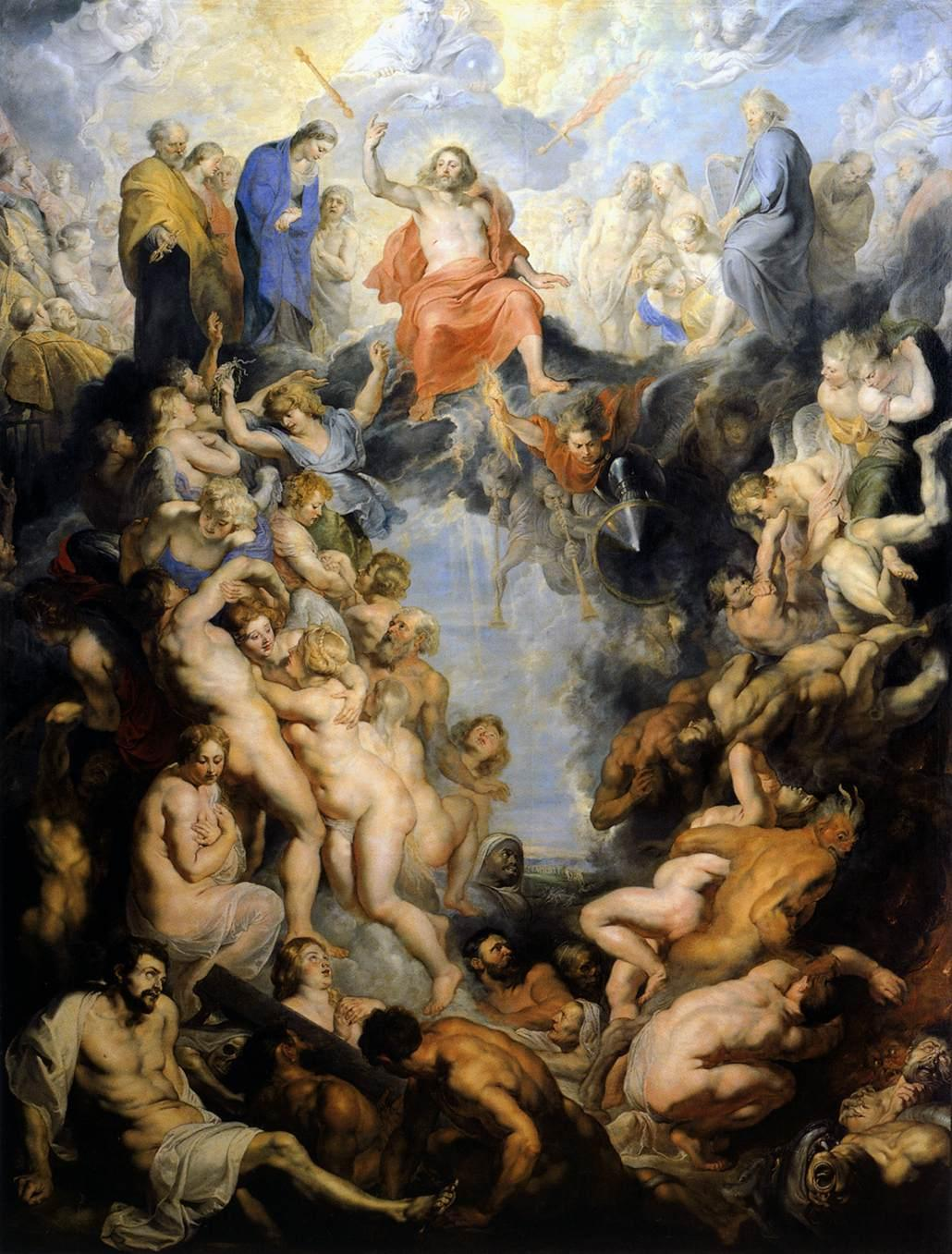
Peter Paul Rubens, Grande Giudizio universale, 1614-1617, olio su tela, 605x460 cm, Alte Pinakothek, Monaco di Baviera.

Sul lato sinistro, una madre tiene tra le braccia il figlio, dalla cui bocca esce dell'acqua; accanto, alcune persone risorgono dai morti, circondate dai propri familiari: uno di essi, in particolare, si trova in posizione parzialmente distesa ancora sulla sua tomba. Tale figura presenta delle somiglianze con uno dei personaggi di un'altra tela di Rubens, quella del Grande Giudizio universale (nello specifico, ricorderebbe l'uomo in basso a sinistra). In alto a sinistra, tra le due colonne di un tempio colossale, è visibile una statua, presumibilmente un idolo pagano: essa rappresenta una figura incoronata, caratterizzata dalla presenza di un viso dalla bocca aperta tra il bassoventre e i genitali. La sua posizione rivela che è in procinto di cadere, colpita da un fulmine lanciato dalla schiera celeste raffigurata in alto a destra. Attorno alla statua un sacerdote e altre persone sono sbalordite dall'evento. Sul lato destro, un cieco guarisce e protende le braccia, mentre uno storpio è in piedi.

### Studi preparatori
Rubens disegnò numerosi studi dal vero prima di completare la pala d'altare. La maggior parte delle modifiche si concentrò sulla composizione e sulla gestualità delle figure. L'artista approfondì la posa del santo, affinché fosse colto con efficacia nell'atto di guarire le persone; allo stesso modo, studiò come elaborare le persone su cui venivano compiuti i miracoli. Rubens tenne conto anche della prospettiva e preferì non irrigidire troppo la composizione stessa, in modo che risultasse leggibile anche a distanza.

## Analisi
Si ritiene che la concezione del dipinto si concentri sull'opera missionaria di san Francesco Saverio in Asia: tale operato, infatti, spinse le persone a diffondere la notizia dei suoi miracoli. Secondo gli studiosi, Rubens ricevette informazioni sulla storia e sulla configurazione della cultura asiatica dall'editore Theodor de Bry. L'artista utilizzò tali nozioni e le sue conoscenze sulla cultura europea, e le mescolò in un risultato che combinò aspetti di entrambe le culture. La madre che tiene le braccia il figlio raffigurata da Rubens a sinistra potrebbe fare riferimento a un episodio in cui il missionario fece risorgere un bambino disperso tra le acque in India e che senza l'intervento del santo sarebbe annegato. Gli abiti dei personaggi centrali, tipici della cultura coreana, stanno a simboleggiare le persone che inizialmente misero in discussione le abilità miracolose di Francesco Saverio, salvo poi ricredersi in seguito.

### Aspetti religiosi
In seguito alla Controriforma, i dipinti di Rubens si focalizzarono fortemente sulla dottrina cattolica e sulle esigenze della Chiesa a lui contemporanea: pertanto, le sue opere si caratterizzarono per dinamicità, contorni appena distinguibili e grande varietà di tonalità. Allo stesso modo il tema miracoloso fu considerato una componente chiave per la scelta del soggetto della pala d'altare: tutti questi aspetti furono infatti utilizzati per mostrare che san Francesco Saverio aveva la capacità di compiere miracoli e ristabilire la fede nella Chiesa cattolica di Roma. I poteri del santo furono utilizzati anche come strumento di propaganda per il suo stesso processo di canonizzazione e la sua abilità di far risorgere i morti lo avvicinò particolarmente alle figure celestiali.

#### L'idolo hindu
La figura che indossa una corona è stata ritenuta un idolo pagano, precisamente hindu. Rubens la disegnò basandosi sulla conoscenza acquisita dalle sculture e dai resoconti dei viaggiatori, nonché dai beni provenienti dall'India che venivano commerciati ad Anversa. Nello specifico, l'aspetto dell'idolo si fonda sull'interpretazione occidentale delle divinità hindu, nella quale le stesse venivano rappresentate come figure demoniache. Difatti, la testa aggiunta proprio in mezzo al suo corpo è una caratteristica che in Occidente è associata al diavolo. La posizione della scultura distrutta e l'indice del santo guidano lo spettatore a osservare la visione divina guidata dal missionario, la quale sta attaccando proprio l'idolo pagano. Questa interpretazione è coerente con l'operato di Francesco Saverio in India, dove quest'ultimo induceva le persone a seguire la Chiesa e a disfarsi di qualunque rappresentazione dei loro precedenti culti.

### La peste
Secondo gli studiosi, l'uomo risorto e semidisteso in basso a sinistra era morto a causa della peste, anche se non sono certi delle modalità con cui Rubens abbia reperito informazioni sulla peste bubbonica - malattia mortale da cui non fu mai affetto. Vi è la possibilità che l'artista abbia acquisito delle conoscenze tramite dei trattati sulla peste; un'altra ipotesi ritiene invece plausibile che Rubens sia stato ispirato da una tela del Tintoretto, San Rocco risana gli appestati. L'opera presenta delle figure che hanno posture simili a quelle dell'uomo risorto dipinto in basso a sinistra, che quindi viene elaborato a partire da altri riferimenti pittorici in cui sono ritratte vittime di peste: tra essi, peraltro, si considera anche un altro dipinto di Rubens, quello dei Miracoli di san Francesco di Paola. Gli esperti hanno ipotizzato che la peste, nella tela dei Miracoli di san Francesco Saverio, sia indicata dall'ascella esposta.

### La figura orientale

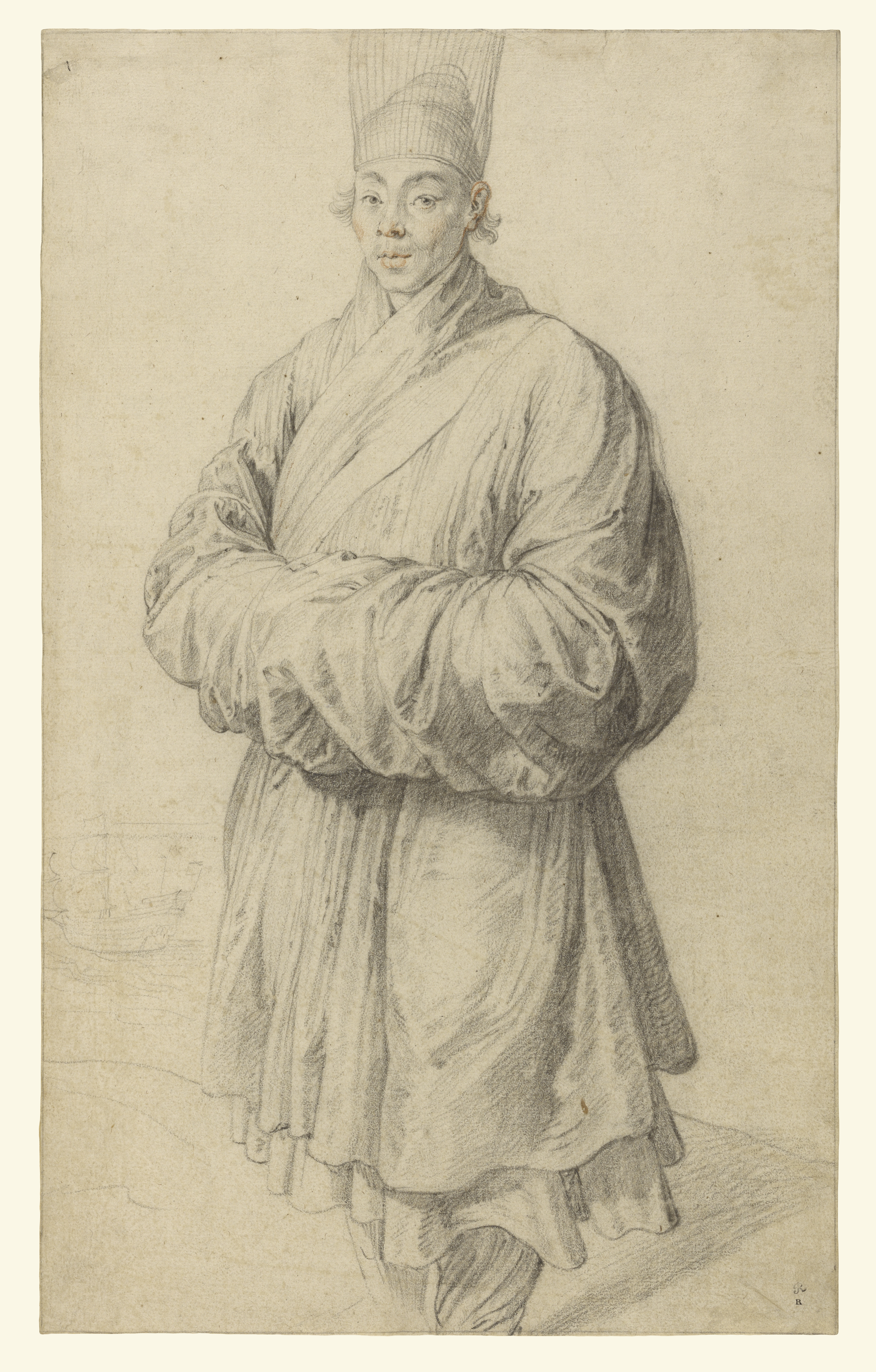
Il disegno dellUomo in hanbok, realizzato intorno al 1617.

Tra i vari personaggi se ne distingue uno al centro della composizione che indossa abiti cinesi o coreani. Tale figura rimanda a un disegno di Rubens, tradizionalmente noto come Uomo in hanbok. Secondo taluni la figura ritratta nel disegno sarebbe lo schiavo coreano Antonio Corea, anche se studi recenti hanno dimostrato che l'uomo sarebbe un protestante cinese vissuto nel periodo Ming di nome Yppong (la confusione sarebbe stata generata dalle somiglianze nell'abbigliamento).
L'aggiunta di vestiti e particolari esotici consentiva a Rubens di arricchire le sue opere con effetti drammatici e teatrali. L'uomo al centro della scena avrebbe dovuto originariamente indossare degli abiti dal gusto turco, ma i gesuiti preferirono modificarli per poter rappresentare le loro varie attività in Asia. L'ordine non aveva un contatto diretto con la Corea nel XVII secolo, ma ne avevano conosciuto la cultura attraverso le loro missioni in Cina. I gesuiti sfoggiavano i loro successi e le loro attività nel mondo proprio grazie alla presenza, nelle opere d'arte, di abbigliamento e particolari esotici. Gli abiti tipici dell'Asia orientale della tela dei Miracoli simboleggiano la superiorità del cattolicesimo, declassando il paganesimo a uno stato primitivo.